# Luciano Benjamín Menéndez
Luciano Benjamín Menéndez (San Martín, 12 giugno 1927 – Córdoba, 27 febbraio 2018) è stato un generale argentino.
Tristemente conosciuto come "la Hyena", fu a capo del III Corpo dell'esercito argentino. Menéndez, inoltre, aveva sotto il suo controllo anche svariate decine di campi di concentramento, attivi durante la dittatura militare per reprimere dissidenti e oppositori politici. Accusato di crimini contro l'umanità e, in accordo con "Projects Disappeared" (che si occupa di far luce sui tragici avvenimenti durante la dittatura in Argentina), di aver preso personalmente parte a torture ed esecuzioni nel campo di concentramento de "La Perla", Menéndez fu condannato all'ergastolo il 28 agosto 2008.